# 25 décembre 1925
Le 25 décembre 1925 est le 359e jour de l’année 1925 du calendrier grégorien. Il s’agit d’un vendredi.

## Événements
- Inauguration de l'électrification de la ligne entre la Gare de Genève-Cornavin et la Gare de Renens

## Sport
- Fin de la neuvième édition de la Copa América. Entreprise le 29 novembre 1925, elle ne comprend que trois équipes participantes, l'Argentine, le Brésil et le Paraguay, le Chili et l'Uruguay ayant déclaré forfait[1].
- Création du Club Fernando de la Mora du Paraguay

## Naissances
- Geulah Cohen, femme politique et journaliste israélienne
- Carlos Castaneda, anthropologue américain
- Robert Layton, ingénieur et homme politique fédéral du Québec[2]
- Jean Tschabold, gymnaste suisse
- Ossi Reichert, skieuse alpine allemande
- Jean Alexandre, photographe belge
- Sam Pollock, administrateur sportif québécois

## Décès
- George Wulff, cristallographe russe d'origine germano-balte[3]
- Georges-Guillaume Frève, homme d'Église catholique romaine québécois